# Чиж, Александр Леонидович
Александр Леонидович Чиж (бел. Аляксандр Леанідавіч Чыж; род. 8 марта 2002, Боровляны, Минская область) — белорусский футболист, защитник клуба «Слоним-2017».

## Карьера

### «Смолевичи»
Начинал заниматься футболом в футбольной школе Николая Мурашко. Затем выступал в дублирующем составе «Смолевичей». В сентябре 2020 года стал подтягиваться к играм с основной командой. Дебютировал за клуб 2 октября 2020 года в матче против минского «Динамо», выйдя на замену в концовке матча. Всего за клуб сыграл 2 матча в Высшей Лиге и по окончании сезона покинул клуб.

### «Шахтёр» Петриков
В феврале 2021 года стал игроком петриковского «Шахтёра». Дебютировал за клуб 18 апреля 2021 года в матче против дзержинского «Арсенала». Закрепился в основной команде, чередуя игры со старта и со скамейки запасных. Дебютный гол забил 7 ноября 2021 года в матче против новополоцкого «Нафтана». Провёл за сезон 25 матчей за клуб, в которых отличился единственным забитым голом.

### «Макслайн»
В феврале 2022 года стал игроком рогачёвского «Макслайна». Дебютировал за клуб 9 апреля 2022 года в матче против пинской «Волны». На протяжении сезона оставался игроком замены в клубе. Проведя за клуб всего 6 матчей в июне 2022 года покинул клуб.

### «Осиповичи»
В июле 2022 года перешёл в «Осиповичи». Дебютировал за клуб 9 июля 2022 года в матче против пинской «Волны». В матче 14 августа 2022 года отличился первой результативной передачей против «Барановичей». Сразу же закрепился в основной команде и стал получать больше игровой практики. По итогу сезона провёл за клуб 12 матчей, в которых отличился 2 результативными передачами.

### «Слоним-2017»
В феврале 2023 года футболист перешёл в «Слоним-2017». Дебютировал за клуб 1 апреля 2023 года в матче против «Макслайна», выйдя на поле в стартовом составе. Дебютный гол за клуб забил 1 июля 2023 года в матче против дзержинского «Арсенала». В июле 2023 года покинул слонимский клуб.

### «Барановичи»
В июле 2023 года футболист присоединился к «Барановичам». Дебютировал за клуб 4 августа 2023 года в матче против «Макслайна», выйдя на поле в стартовом составе. Первым результативным действием за клуб отличился 26 августа 2023 года в матче против «Осиповичей», отдав голевую передачу. На протяжении всего сезона футболист выступал в клубе в роли ключевого игрока, отличившись своей единственной результативной передачей. По итогу сезона вместе с клубом занял итоговое шестое место в чемпионате. По окончании сезона футболист покинул барановичский клуб.

### «Слоним-2017»
В январе 2024 года футболист вернулся в «Слоним-2017», подписав контракт до конца сезона.